# Kafr Kadah
Kafr Kadah (arab. كفرقدح) – miejscowość w Syrii, w muhafazie Hama. W 2004 roku liczyła 1049 mieszkańców.